# 농정연구센터
농정연구센터는 농업관련 학문 분야간의 공동노력을 토대로  중요 현안 조사연구 수행을 목적으로 1993년 12월 21일 설립된 대한민국 농림축산식품부 소관의 사단법인이다. 사무실은 세종특별자치시 집현중앙7로 6, B동 12층에 있다.

## 연 혁
- 1992. 11 정영일 교수 등 중견 및 소장 학자들의 발기로 활동 개시
- 1993. 06 서울시 관악구 봉천6동에 [농정연구포럼] 개설
- 1993. 06 개설기념 심포지엄 개최
- 1993. 07 제1회 정기월례세미나 개최
- 1993. 10 창립총회 및 권원달 초대 이사장 취임
- 1993. 12 사단법인 설립허가 취득
- 1996. 05 정영일 이사장 취임(제2대)
- 2001. 08 서울시 서초구 서초동으로 사무실 이전
- 2001. 10 농정연구포럼 제100회 기념세미나 개최
- 2001. 10 사단법인 농정연구센터로 법인명을 변경
- 2001. 10 초대 이사장 정영일, 초대 소장 박진도 취임
- 2007. 01 소장 황수철 취임
- 2013. 06 농정연구센터 20주년 기념 심포지엄 개최
- 2017. 03 세종특별자치시 조치원으로 사무실 이전
- 2019. 02 제300회 기념 특별세미나
- 2019. 07 이사장 황수철, 소장 장민기 취임
- 2021. 09 세종특별자치시 집현동으로 사무실 이전
- 2021. 10 농정연구센터 창립 28주년 기념 심포지엄 개최
- 2022. 03 이사장 이태호 취임

## 주요 사업
- 연구용역사업, 자체연구개발사업
- 월례세미나, 연례심포지엄, 부정기세미나 등
- 다양한 출판물 발간
- 식료·농업·농촌분야의 컨설팅 및 교육
- 선진지 연수프로그램 기획 및 운영